# Van den Tak
Van den Tak is een Nederlandse familie afkomstig uit Goedereede in de Nederlandse provincie Zuid-Holland. De familie is voornamelijk bekend van het voormalige bergingsbedrijf.
Rond 1800 verdienden familieleden de kost met het strandjutten. Alles wat gevonden werd, mocht men behouden of verhandelen. Door de ruwe wateren voor de kust van de provincie Zeeland strandden regelmatig schepen met hun lading.
Later heeft men zich toegelegd op het bergen van vastgelopen en gezonken schepen. De schepen werden gelicht met een drijvende bok, een uitvinding van Arend van den Tak. De Taklift 1 was geboren. Tijdens de crisis rond 1933 is de onderneming Tak's Bergingsbedrijf verkocht aan Smit Internationale.